# Jayaraman Srinivasan
Jayaraman Srinivasan (geb. 26. September 1947) ist ein indischer Klimawissenschaftler. Er ist Professor am Indian Institute of Science.

## Leben
Srinivasan erwarb 1969 einen Bachelorabschluss am IIT Madras und 1971 einen Masterabschluss an der State University of New York. Er promovierte 1975 an der Stanford University. Es folgten wissenschaftliche Tätigkeiten am IIT Kanpur. Im Jahr 1992 wurde er zum Professor für Maschinenbau an das Indian Institute of Science in Bangalore (heute Bengaluru) berufen, nachdem er dort zuvor bereits als Assistenzprofessor und außerordentlicher Professor tätig war.

## Wirken
Einer der Schwerpunkte der Forschung Srinivasans ist die Solarenergie. So zeigte er mithilfe eines eigens angelegten Solarteiches die technische und wirtschaftliche Machbarkeit solcher Anlagen in den Tropen auf. Auch befasste er sich intensiv mit der Klimamodellierung, insbesondere der Modellierung von Monsunen. In seiner Arbeit verdeutlichte er die Bedeutung natürlicher und anthropogener Aerosole auf das Klima des indischen Subkontinents.
Srinivasan ist einer der Verfasser des Zweiten (1995) und des Vierten Sachstandsberichts des IPCC (2007).

## Veröffentlichungen (Auswahl)
- A. Chakraborty, R.S. Nanjundiah, Jayaraman Srinivasan (2002). Role of Asian and African orography in Indian summer monsoon. Geophysical Research Letters, 29(20). doi:10.1029/2002GL015522